# Королівське валютне управління Бутану
Королівське валютне управління Бутану (дзонґ-ке བྲུག་རྒྱལ་གཞུང་དངུལ་ལས་དབང་འཛིན་) — центральний банк Бутану із штаб-квартирою у Тхімпху, заснований 1982 року. Є членом Азійського клірингового союзу (ACU).

## Історія
У 1968 році Банком Бутан було вжито заходів до повної монетизації економіки країни. З 1974 року в країні здійснювалася грошова реформа, в ході якої в економіці з'являється перша банкнота. До створення Королівського валютного управління функцій, що відносяться до діяльності центрального банку були розподілені між Міністерством фінансів, Державною торговою корпорацією Бутану і Банком Бутану.
У 1982 році рішенням Цогду (закон від 1982 року) в якості центрального банку було створено Королівське валютне управління Бутану (RMA). З 1983 року Королівське валютне управління Бутану регулює монетарну політику країни, керує зовнішніми резервами, а також проводить операції на закордонних біржах. З 1988 року є власником більшої частини державних депозитів. З прийняттям Закону про фінансові установи в 1992 році, перелік здійснюваних банком діяльності було розширено за рахунок введення ліцензування, регулювання та перевірки фінансових установ в Бутані.
1993 року Королівським валютним управлінням Бутану створена біржа Королівський цінних паперів Бутан (RSEB). 1997 року за сприяння Королівського валютного управління створюється перша розрахункова палата для полегшення клірингу та розрахунків за міжбанківськими операціями. З жовтня 1997 року проводить політику лібералізації процентних ставок по рахунках. Рада Королівське валютне управління Бутану затвердила нові валютні правила 1997 року, скасувавши різні обмеження на обмін іноземної валюти.
З 2003 року головою правління був Ліонпо Вангді Норбу Відповідно до Конституції 2008 року грошова система країни повністю знаходиться в компетенції Королівського валютного управління Бутану. 2010 року на 5-й сесії Першого Парламенту Бутану прийнято закон, за яким Королівському валютному управлінню надо суцільну автономію. Першим губернатором (дашо) король призначив Дав Тензіна.

## Діяльність
Керівництво складається з Ради директорів та Виконавчого комітету. Вони в свою чергу створють Комітет аудиту для внутрішньої перевірки діяльності управління. Зовнішній аудит здійснюється Королівським аудиторським управлінням.
Рада директорів складається з 7 осіб: губернатора (дашо), двох його заступників, одного представника міністерства фінансів, 3 інших призначає уряд. Каденція триває 5 років. Їм заборонено мати приналежність до якоїсь партії та інтереси у фінансових установах.
Виконавчий комітет складається з 7 осіб: губернатора, 2 його заступнкиів, інші є працівниками відділів Королівського валютного управління.
Складається з 11 відділів: емісії; дослідження і статистики; банківських операцій; іноземної валюти та управління резервами; контролю за фінансовими установами; управління та фінансування; інформаційних технологій; внутрішнього аудиту; розвитку людських ресурсів; протокольного відділу; бібліотечного відділу.